# Paavo Leinonen

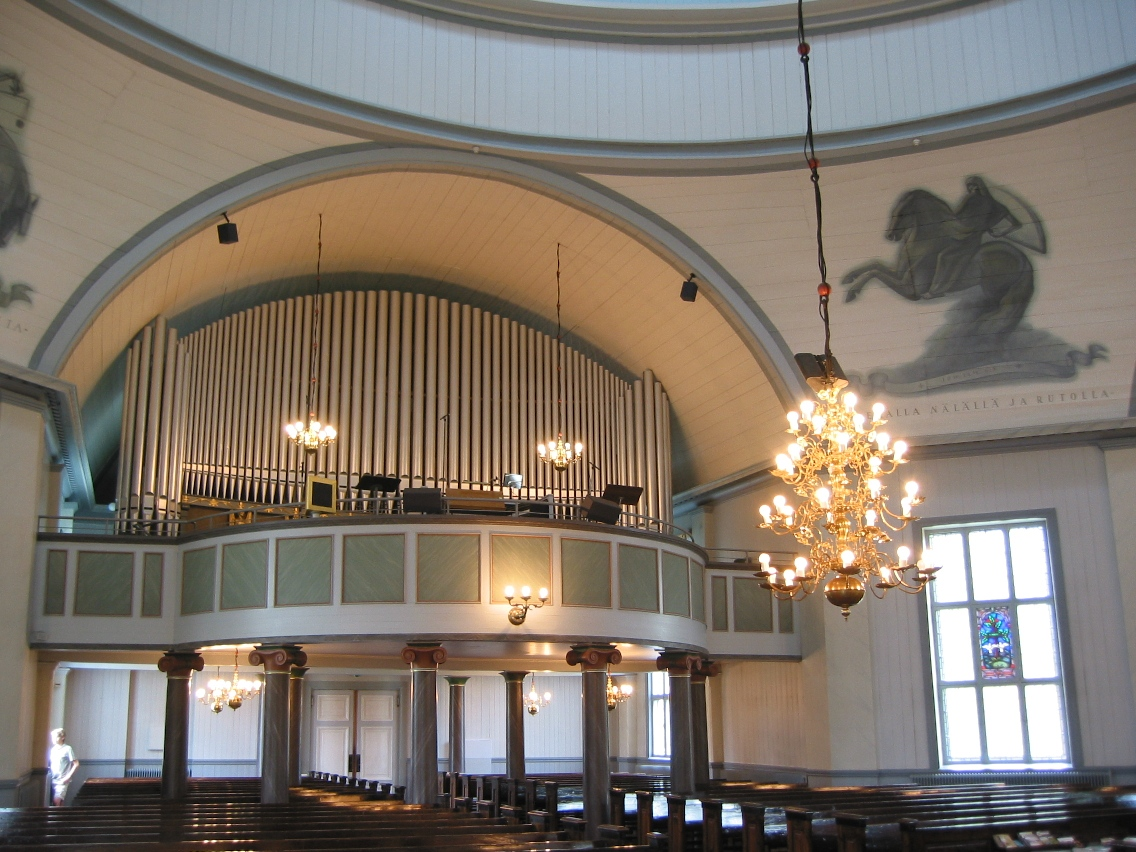
Chevalier noir de l'Apocalypse de la cathédrale de Lapua

Paavo Leinonen, né le 12 mai 1894 à Säräisniemi, Vaala, et mort le 13 juin 1964 à Oulu, est un peintre finlandais,.

## Biographie
Dans sa jeunesse, Paavo Leinonen fait partie du groupe de Novembre, un mouvement expressionniste animé par Tyko Sallinen.
Il est aussi l'ami proche de Joel Lehtonen,.

## Œuvres publiques
- Décorations de la Mairie d'Hangon (avec Antti Salmenlinna), 1926
- Décorations de la Galerie d'art d'Helsinki (comme assistant d'Ellen Thesleff avec Göran Hongell), 1934
- Décorations du pavillon de la Finlande à l'exposition internationale de Bruxelles (avec Göran Hongell), 1935
- Décorations de la coupole du Mausolée Juselius (avec Oskari Niemi), 1938
- Vitraux du pavillon de la Finlande à l'exposition internationale de New York (avec Anton Lindforss et Elsi Borg), 1939
- Peinture à l'huile Merikoski, Hôtel de ville d'Oulu, 1939
- Peinture à l'huile Tervamiesten lähtö, mairie de Vaala, 1957
- Peinture à l'huile Tervahovi, Caisse d'épargne de la poste d'Oulu, 1960 (de nos jours dans la collection du Club finlandais d'Oulu)

On peut aussi voir des œuvres de Paavo Leinonen au Musée d'art Aine (fi), au musée d'art de Kemi (fi) et à l'Ateneum,, au musée d'art d'Oulu.

## Décorations d'églises
Pendant plus de trente ans, Paavo Leinonen a décoré des églises:
- Cathédrale de Lapua,
- Église de Taulumäki,
- Église de Tuusula,
- Cathédrale de Savonlinna
- Église de Säynätsalo
- Église de Vihti
- Église de Sääksmäki,
- Église d'Akaa,
- Église de Kestilä,
- Église de Kuortanee,
- Église de Töölö,
- Église de Saarijärvi,
- Église de Kärkölä,
- Cathédrale d'Oulu,
- Église de Tuira